# Laura Campos
Laura Campos Prieto (Mérida, 13 settembre 1988) è un'ex ginnasta spagnola, che ha preso parte ai giochi olimpici di Atene 2004 e di Pechino 2008.

## Carriera
È entrata nel mondo dello sport dopo cinque anni di pratica del balletto, poi è passata alla ginnastica ritmica e da lì alla ginnastica artistica. Cominciò a praticare la ginnastica artistica a sette anni nel Club E.D.M. Mérida, per poi passare al Club Extremadura. Nel settembre del 2001 entrò nella squadra nazionale, allenandosi al Centro de Alto Rendimiento de Madrid. I suoi allenatori in nazionale erano Jesús "Fillo" Carballo, Lucía Guisado, Almudena San José ed Eva Rueda, insieme alla coreografa Fuensanta Ros. Con la squadra nazionale partecipò a numerosi Campionati mondiali ed europei, oltre che alle olimpiadi 2004 e 2008. Alle prime, arrivò al quinto posto nel concorso generale a squadre, insieme a Tania Gener, Elena Gómez, Mónica Mesalles, Patricia Moreno e Sara Moro.
Nel 2005 ottenne l'argento alle parallele asimmetriche alla Coppa del mondo di Gand, arrivando poi sesta alla stessa competizione l'anno successivo. Nell'agosto 2008 partecipò ai suoi secondi giochi olimpici, arrivando al 49º posto nel concorso generale. Dopo le olimpiadi 2008 si ritirò dalla ginnastica.

## Galleria d'immagini

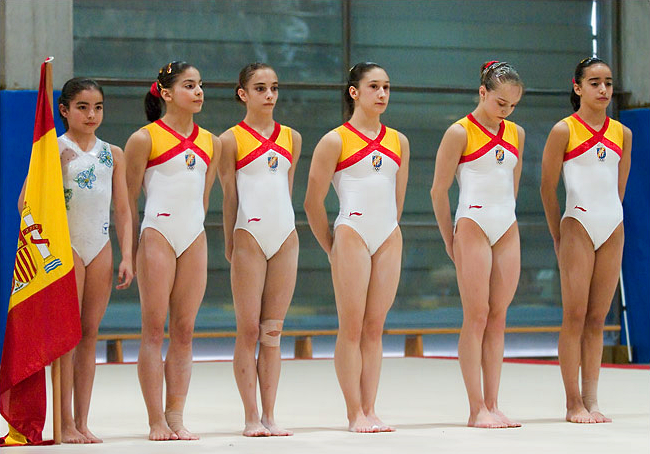
La Campos (seconda da sinistra) con la squadra spagnola nell'incontro Spagna-Olanda a Madrid, 2004
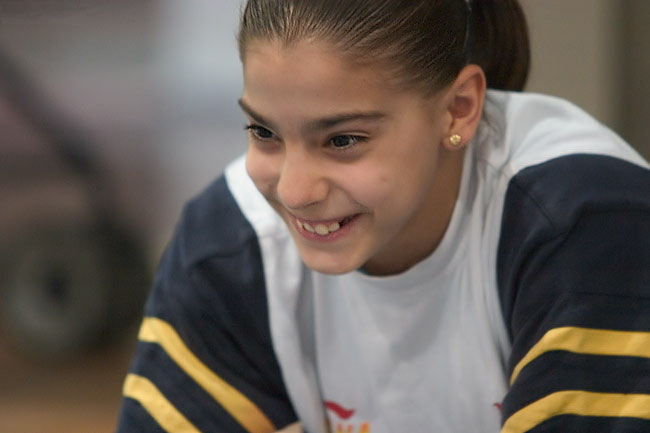
In allenamento con la squadra nazionale nel 2004
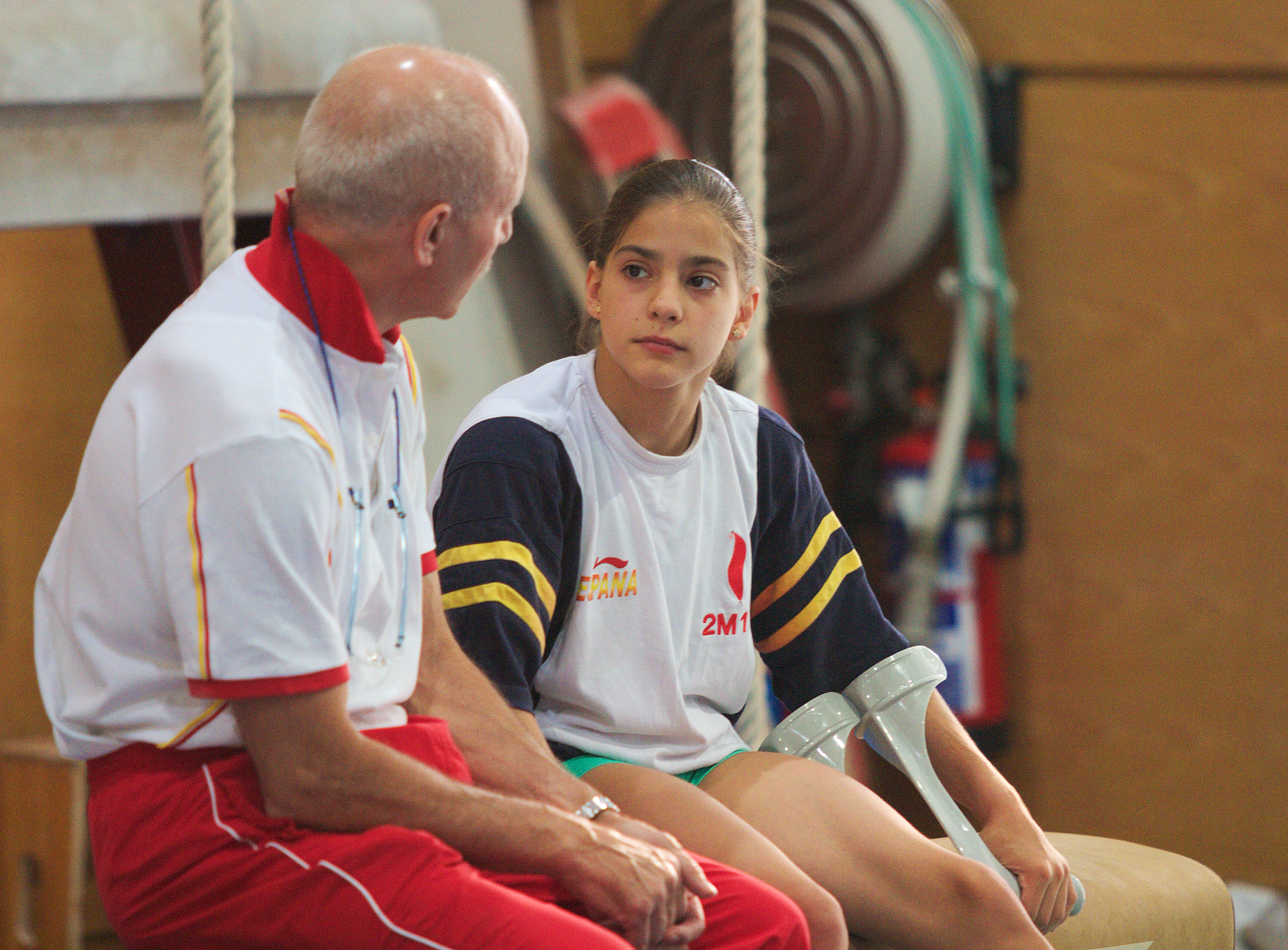
Con l'allenatore Jesús "Fillo" Carballo nel 2004
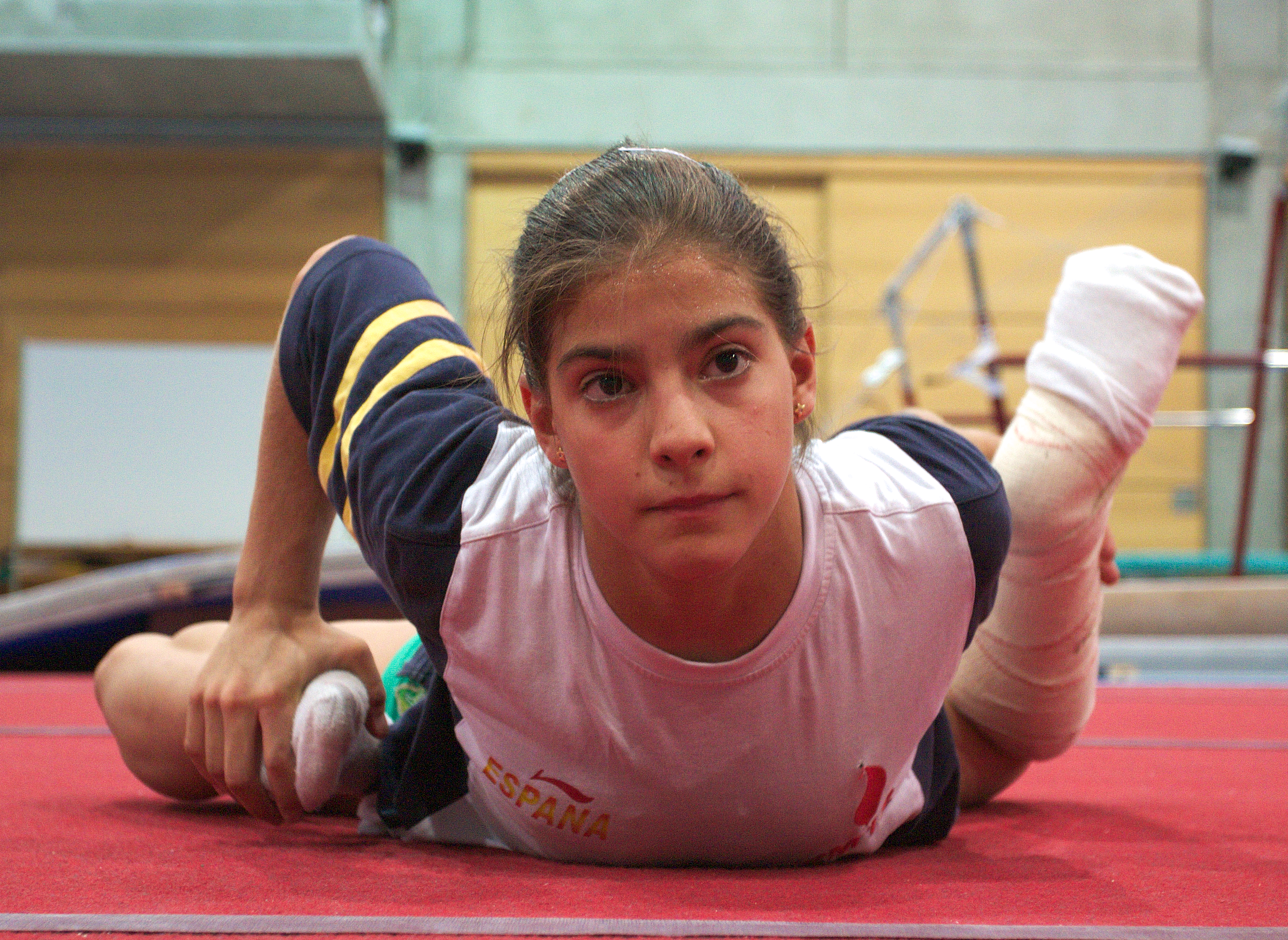
In allenamento nel 2004